# Symphyse pubienne

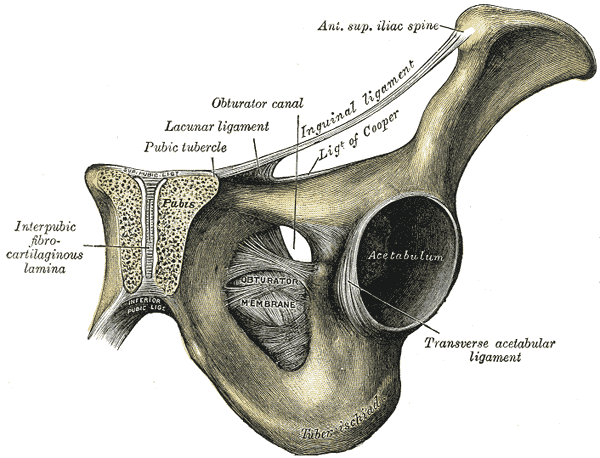
Symphyse pubienne vue par une section coronale (symphyse pubienne visible au centre gauche)

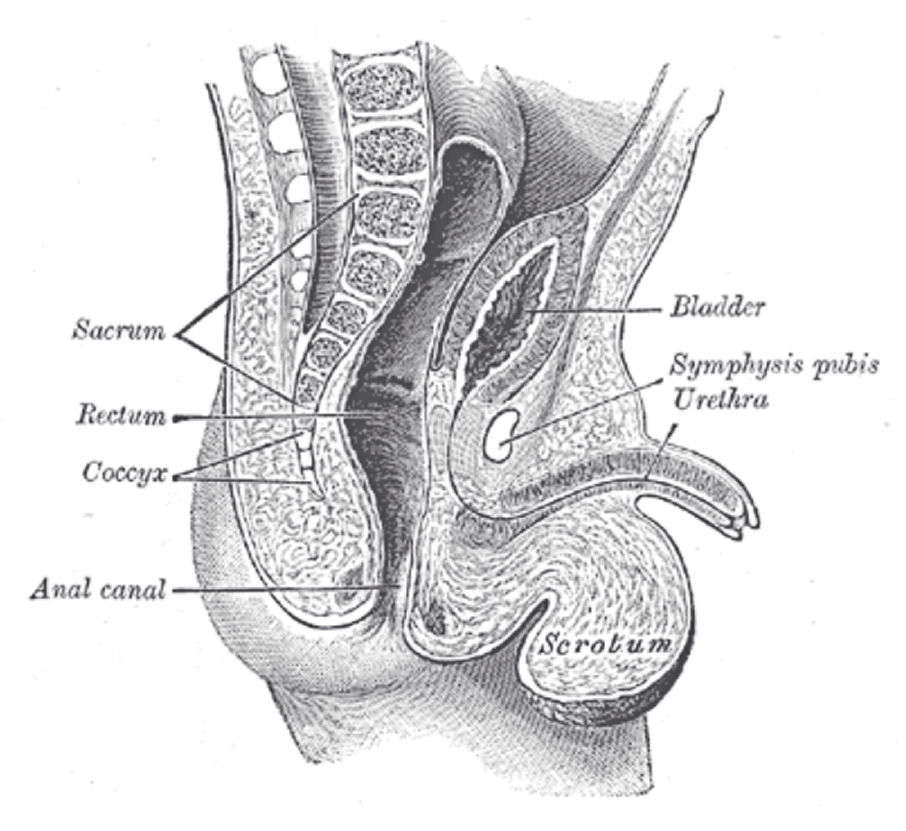
Section sagittale à travers le pelvis d'un nouveau-né masculin (symphyse pubienne désignée au centre droit)

La symphyse pubienne est l'articulation cartilagineuse de type amphiarthrose qui unit les corps des pubis droit et gauche à l'avant du bassin.

## Surfaces articulaires
Les surfaces articulaires sont les surfaces symphysaires du corps du pubis. Les deux surfaces sont unies par un disque de fibrocartilage : le disque interpubique (ou disque interpubien ou fibrocartilage interpubique).

## Moyens de liaison
La symphyse pubienne est renforcée au-dessus par le ligament pubien supérieur et en dessous par le ligament pubien inférieur.

## Différences sexuelles
Pour la femelle, il est au-dessus de la vulve et pour le mâle au-dessus du pénis.
Chez les mâles, le ligament suspenseur du pénis s'attache à la symphyse pubienne.
Chez les femelles, la symphyse pubienne est intimement reliée au clitoris.
Il faut également noter que la symphyse pubienne est une articulation cartilagineuse  très peu mobile. 
Pour la femme, la symphyse pubienne est plus horizontale et l'épaisseur du disque interpubique est plus importante, permettant une plus grande mobilité des os du bassin et offrant ainsi un plus grand diamètre de la cavité pelvienne lors de l'accouchement.

## Embryologie
Chez le nouveau-né, la symphyse pubienne mesure de 9 à 10 mm de largeur, avec d'épaisses plaques terminales cartilagineuses. 
Au milieu de l'adolescence, la taille adulte est atteinte. 
À l'âge adulte, les plaques terminales diminuent de largeur pour devenir une couche plus mince. 

## Aspect clinique

### Traumatologie
La symphyse pubienne peut être sujet à une luxation lors de la pratique de certains sports à la suite d'un fort écartement des jambes.
Lors d'accident de moto à haute vitesse, le motard éjecté de sa moto et ayant pris son guidon dans le bassin, aura systématiquement une symphyse pubienne fracturée et une ouverture du bassin. Cela provoquera une hémorragie interne qui peut conduire à la mort.
Une séparation ou un glissement de la symphyse peut survenir lors d'une grossesse (0,2 % des grossesses).

### Maladies métaboliques et inflammatoires
Certaines maladies métaboliques, comme l'ostéodystrophie rénale, peuvent produire un élargissement de la symphyse pubienne.
D'autres, comme l'ochronose, peuvent entraîner une calcification de la symphyse pubienne.
La spondylarthrite ankylosante entraîne une fusion osseuse de la symphyse.
La symphyse pubienne peut être également sujette à une ostéite non infectieuse provoquée par des microtraumatismes répétés, par une intervention chirurgicale ou par un accouchement.

### Grossesse
Au cours de la grossesse la capsule ligamentaire est remodelée par des hormones telle la relaxine permettant d'augmenter l'écartement de la symphyse pubienne de 2 à 3 mm.

### Symphysiotomie
Le cartilage de la symphyse pubienne peut être sectionné pour permettre d'élargir le bassin par symphysiotomie pubienne. Cette technique chirurgicale peut être utilisée lors d'un accouchement ou en chirurgie pelvienne.

### Médecine légale
La symphyse pubienne est utilisée en anthropologie ou en médecine légale pour estimer l'âge des squelettes adultes. En effet, ses surfaces s'usent de manière assez prévisible tout au long de la vie et cette usure permet d'estimer l'âge du sujet au moment de son décès.

## Anatomie comparée
L'écartement systématique de la symphyse pubienne peu de temps avant la mise à bas est une particularité anatomique du cobaye. Cette disjonction peut se rencontrer accidentellement chez d'autres espèces (chez l'humain notamment).